# Splendeuptychia argyropsacas
Splendeuptychia argyropsacas är en fjärilsart som beskrevs av Felix Bryk 1953. Splendeuptychia argyropsacas ingår i släktet Splendeuptychia och familjen praktfjärilar. Inga underarter finns listade i Catalogue of Life.